# 二苯基乙二酮
二苯基乙二酮，也称联苯甲酰、苯偶酰、联苯酰、二苯酰，化学式为(C6H5CO)2，常缩写为(PhCO)2。属于二酮，用作有机合成的中间体。紫外光照射下，二苯基乙二酮裂解为自由基，引发聚合物链间交联，因此用作光引发剂于聚合物的固化。最近的研究表明，二苯基乙二酮是羧酸酯酶的选择性抑制剂。
实验室中，二苯基乙二酮可通过先由苯甲醛发生安息香缩合制得安息香，再经硫酸铜氧化制得：
PhC(O)CH(OH)Ph  +  2 Cu2+  →  PhC(O)C(O)Ph  +  2 H+  + 2 Cu+
碱性条件下，二苯基乙二酮发生二苯乙醇酸重排，酸化后得到二苯乙醇酸。